# Festuca huamachucensis
Festuca huamachucensis là một loài thực vật có hoa trong họ Hòa thảo. Loài này được Infantes mô tả khoa học đầu tiên năm 1952.